# Alexandre Denéréaz
Alexandre Denéréaz, född 31 juli 1875, död 25 juli 1947, var en schweizisk tonsättare och musikskriftställare.
Denéréaz blev lärare vid konservatoriet och 1918 docent vid universitetet i Lausanne. Denéréaz var en av de mest produktiva "ungschweizarna". Han kompositioner föll huvudsakligen inom den absoluta musikens område och omfattade symfonier, symfoniska variationer, kammarmusik och orgelmusik samt kantater och sånger med orkester. Tillsammans med Lucien Bourguès har Denéréaz utgett La musique et la vie intérieure (1921) och som supplement härtill L'arbe généalogique de l'art musical.